# فرد ر. مينغ
فرد ر. مينغ (بالإنجليزية: Fred R. Ming)‏ هو سياسي أمريكي، ولد في 13 أكتوبر 1865 بروتشستر في الولايات المتحدة، وتوفي في 22 فبراير 1943. حزبياً، نشط في الحزب الجمهوري. وقد انتخب عضو مجلس ولاية ميشيغان وانتخب عضو مجلس نواب ميشيغان ‏.